# Bibliothèque Riccardiana
La bibliothèque Riccardiana  ou encore bibliothèque Riccardi, est une  bibliothèque patrimoniale située via Ginori à Florence, créée en 1659 et actuellement bibliothèque publique.

## Histoire
La bibliothèque Riccardiana tire son nom des Riccardi, riche famille florentine, collectionneuse d’ouvrages rares depuis le milieu du XVIe siècle. En 1659, le marquis Gabriel Riccardi rachète le palais Médicis à une branche cadette de la famille Médicis,. Il achète également des bâtiments voisins, qu’il fait abattre pour pouvoir construire une aile supplémentaire destinée à accueillir la bibliothèque. À sa mort en 1688, elle abrite 5 000 imprimés et 149 manuscrits. La famille Riccardi continue de produire des bibliophiles avertis, qui enrichissent la collection.

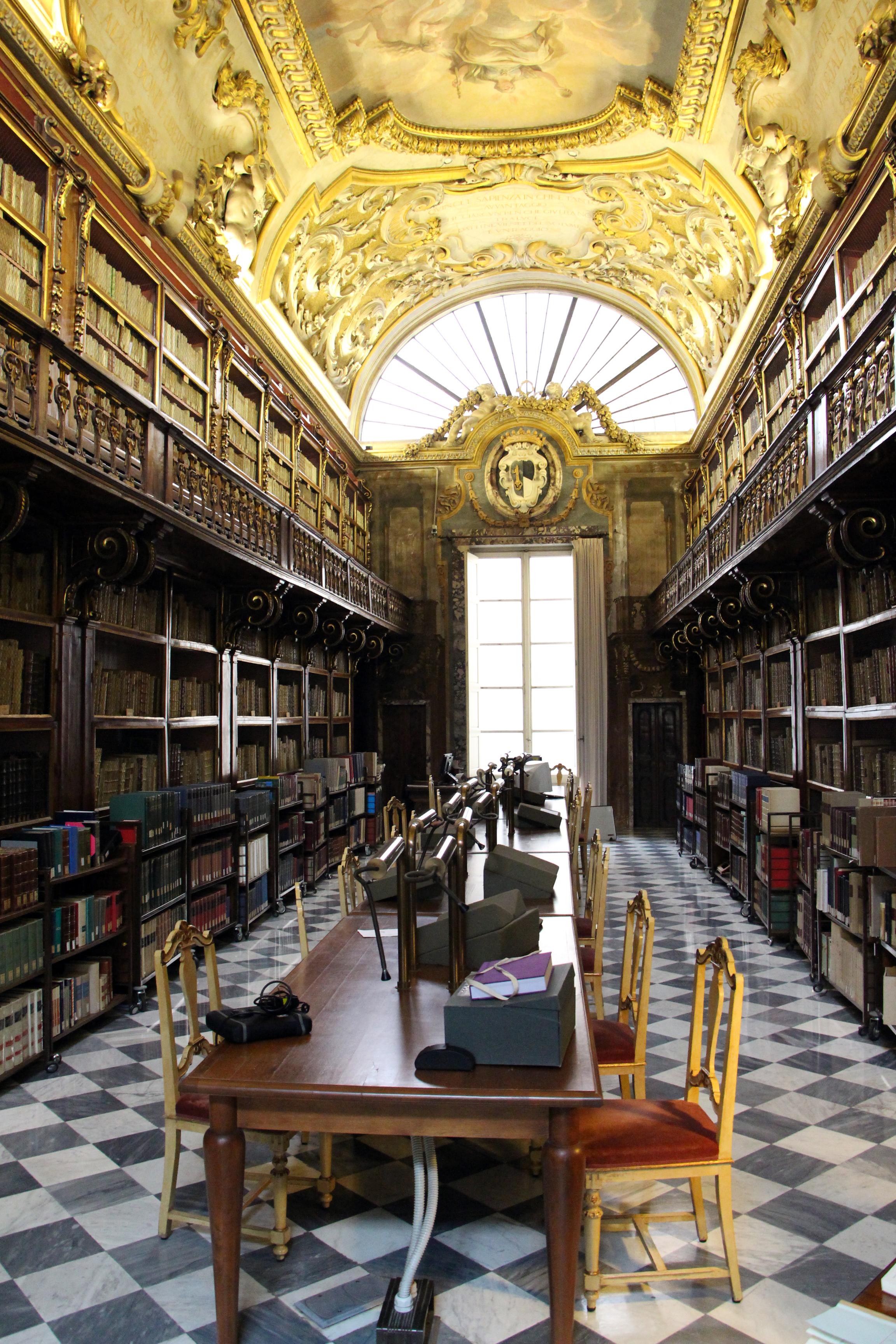
Salle de lecture intérieure.

Très réputée dans l’Europe, elle accueille des chercheurs et des érudits à partir de 1737,. Pour veiller à la conservation de la bibliothèque et guider les érudits, la famille Riccardi emploie de façon permanente un bibliothécaire au XVIIIe siècle. L’un d’eux est connu à son époque dans le milieu des érudits : Giovanni Lami, qui occupe le poste de 1732 à 1770. Le célèbre bibliothécaire de la bibliothèque Laurentienne, Angelo Bandini, a fréquenté Lami et la Riccardiana pendant son adolescence. Cependant, à la fin du XVIIIe siècle, les Riccardi sont ruinés.
Sous Napoléon Ier et le royaume d'Italie, la ville de Florence rachète la bibliothèque en 1813 et l’ouvre au public, avant d’en faire don à l’État en 1815,. 
De 1890 à 1904, elle héberge aussi la Società Dantesca Italiana, fondée en 1888.
Actuellement, la Riccardiana est une bibliothèque publique d'État.

## Architecture
La construction et l’aménagement intérieurs sont de Giovanni Battista Foggini, la décoration de Luca Giordano.
La bibliothèque consiste en une seule salle, longue et étroite. Les rayonnages occupent la totalité des murs longs, sur toute la hauteur, les livres en hauteur étant accessibles par une galerie.
Seul le plafond est orné, par des fresques allégoriques.
Une petite annexe, dite la salle d’Expositions, lui est ajoutée au début du XVIIIe siècle, et redécorée en 1786.

## Collections
Le fonds de la Riccardiana est composé d’ouvrages représentatifs de la culture européenne du XVe au XVIIIe siècle. Il est, aussi, fait de nouvelles découvertes dans des fonds encore inédits ; par exemple, à l'intérieur du Codice Vaglienti, a été retrouvée la plus ancienne traduction, en une langue européenne, du Coran, remontant à 1212-1213. Les acquisitions actuelles visent à renforcer cet aspect des collections. Parmi les principaux ouvrages, se trouvent :
- un manuscrit du XVe siècle (Riccardianus ms 492),  regroupant les Bucoliques, les Géorgiques et l’Énéide de Virgile, dont les illustrations sont attribuées  à Benozzo Gozzoli[8]  ;
- un Trattato di matematica, ouvrage enluminé ayant appartenu aux Médicis ;
- un exemplaire de l’Historia naturalis de Pline l'Ancien, datant des Xe et XIe siècles ;
- le Tristano, traduction toscane de la légende de Tristan et Iseut ;
- un psautier enluminé du XIIIe siècle, et de la Biblia Atlantica (XIIe siècle) ;
- le carnet de voyage d'Odoric de Pordenone en Inde (1318) ;
- un manuel d’arithmétique anonyme du début du XIVe siècle, l’Arte dell'abbaco[9] ;
- un exemplaire de la Divine Comédie transcrit par Francesco di Ser Nardo dans la première moitié du XIVe siècle et contenant les armes des Alighieri.

Outre ces pièces prestigieuses, elle possède plusieurs manuscrits de Pic de la Mirandole, Marsile Ficin, Pétrarque, Boccace, Leon Battista Alberti,.